# Kronenwaldsänger
Der Kronenwaldsänger (Setophaga coronata, Syn.: Dendroica coronata), auch Myrtenwaldsänger genannt, ist ein kleiner Vogel aus der Gattung der Baumwaldsänger (Setophaga) in der Familie der Waldsänger (Parulidae). Die Art wird zum Teil als konspezifisch mit dem Audubonwaldsänger (Setophaga auduboni) angesehen. Beide Formen treffen auf ihrem Weg zu den Brutgebieten bei den Bergen zwischen British Columbia und Alberta aufeinander, wo sie sich beide vermischen (hybridisieren). 

## Merkmale

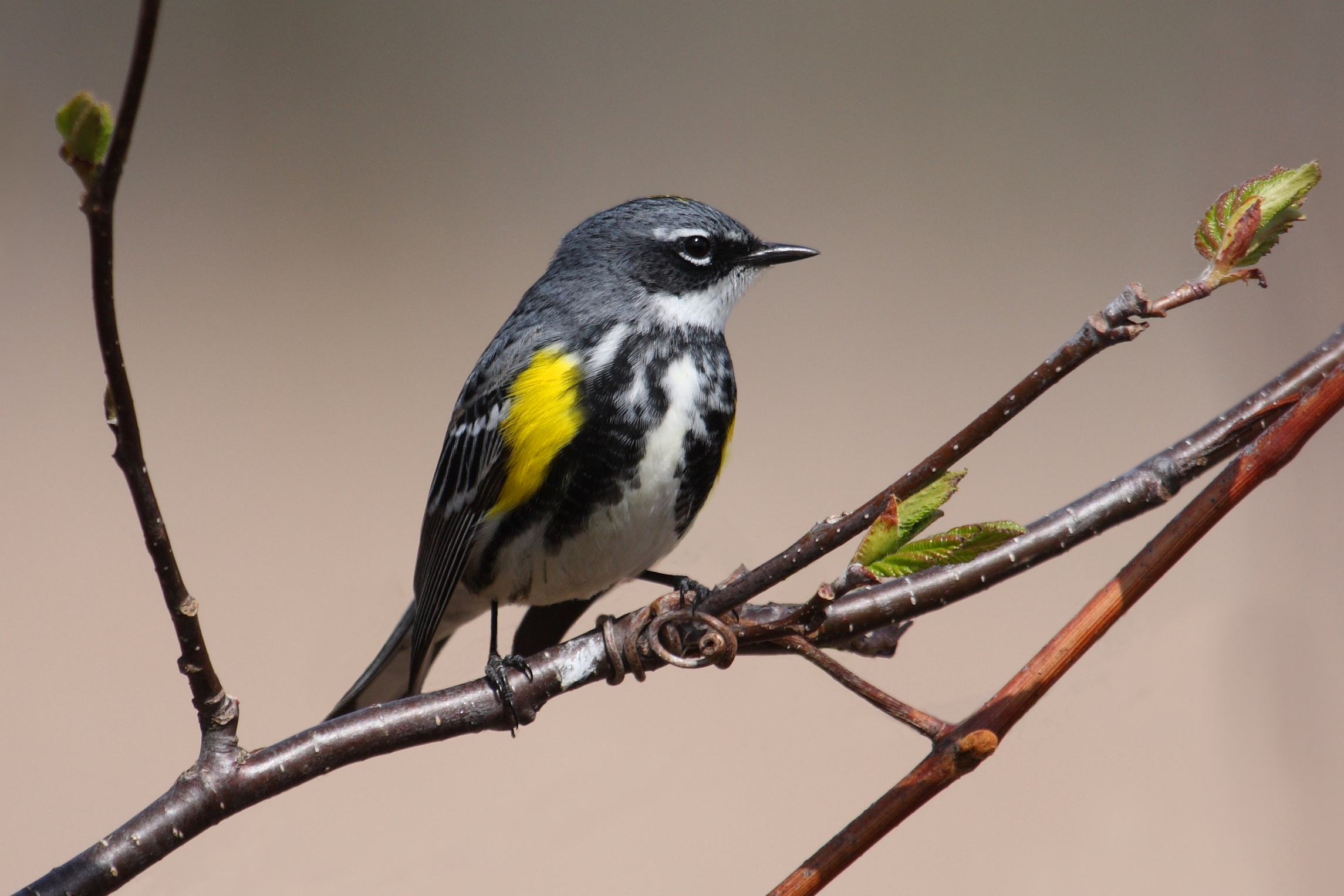
Männlicher Kronenwaldsänger im Osten Kanadas

Der männliche Kronenwaldsänger hat einen gelben Kronfleck auf dem Kopf und gelbe Flanken. Bei der östlichen Form ist die Kehle weiß, bei der westlichen Form ist sie gelb. 
Der Rücken ist graublau mit schwarzen Flecken. Die Brust ist schwarz gefleckt, bei der westlichen Form eher einheitlich dunkelgrau. Die graublauen Flügeldecken sind weiß gefleckt. Die Schwanzfedern haben weiße Spitzen. 
Das Weibchen hat bei beiden Formen ein stumpferes Federkleid. Die gelben Flecke an den Flanken sind nur schwach zu sehen. Die Oberseite ist im vorderen Bereich hellbraun. Um die Augen befindet sich ein weißer Ring.
Bei beidem Geschlechtern ist der Bürzel gelb (im Englischen namensgebend: Yellow-rumped warbler).

## Ernährung
Sie ernähren sich überwiegend von Insekten. Im Winter werden auch Früchte und Beeren gefressen.

## Fortpflanzung
Häufig werden während einer Brutsaison in einem nach oben geöffneten schalenförmigen Nest zwei Gelege aufgezogen. Ein Gelege besteht aus vier bis fünf Eiern, die in einer Zeit von zwölf bis dreizehn Tagen ausgebrütet werden. Nach etwa zehn bis zwölf Tagen sind die Küken flügge.

## Vorkommen
Der Kronenwaldsänger ist ein weitverbreiteter Singvogel in Nordamerika. Die östliche Form bewohnt Waldränder oder offene Waldgebiete unter anderem von Zentralkanada und Ostkanada über Alberta, Saskatchewan und Manitoba über den Norden von Minnesota, Wisconsin, Michigan bis Neuengland und den Norden von Pennsylvania. Die westliche Form bewohnt während der Brutzeit Gebiete im Westen von Nordamerika, wie British Columbia, Baja California und den Norden von Mexiko. 